# Kodeks 097
Kodeks 097 (Gregory-Aland no. 097), α 1003 (Soden) – grecki kodeks uncjalny Nowego Testamentu na pergaminie, paleograficznie datowany na VII wiek. Rękopis przechowywany jest w Rosyjskiej Bibliotece Narodowej (Gr. 18) w Petersburgu. Jest palimpsestem.

## Opis
Do dziś zachowała się 1 karta kodeksu (24 na 21 cm) z tekstem Dziejów Apostolskich (13,39-46). Tekst pisany jest dwoma kolumnami na stronę, 18 linijek w kolumnie. Jest palimpsestem, tekst późniejszy został naniesiony w X wieku w języku gruzińskim.
Tekst kodeksu reprezentuje aleksandryjską tradycję tekstualną, z naleciałościami bizantyjskiej tradycji. Kurt Aland zaklasyfikował go – z wahaniem – do kategorii III (z naleciałościami V kategorii).
Fragment przywieziony został przez Tischendorfa z Synaju. Opisany i opublikowany został przez Tischendorfa. Fragment badany był przez Eduarda de Muralt w 1864, Eugenię E. Granstrem w 1959, i Kurta Treua w 1966. C.R. Gregory w 1908 roku dał mu siglum 097. INTF datuje rękopis na VII wiek.